# Bisdom Nacala
Het bisdom Nacala (Latijn: Dioecesis Nacalana) is een rooms-katholiek bisdom met als zetel Nacala, in Mozambique. Het bisdom is suffragaan aan het aartsbisdom Nampula. 

## Geschiedenis
Het bisdom werd opgericht op 11 oktober 1991, uit delen van het aartsbisdom Nampula. 

## Parochies
Het bisdom had in 2021 een oppervlakte van 26.000 km2 en telde 3.038.100 inwoners waarvan 41,2% rooms-katholiek was.

## Bisschoppen
- Germano Grachane (11 oktober 1991 - 25 april 2018)
- Alberto Vera Aréjula (25 april 2018 - heden)

## Galerij van afbeeldingen

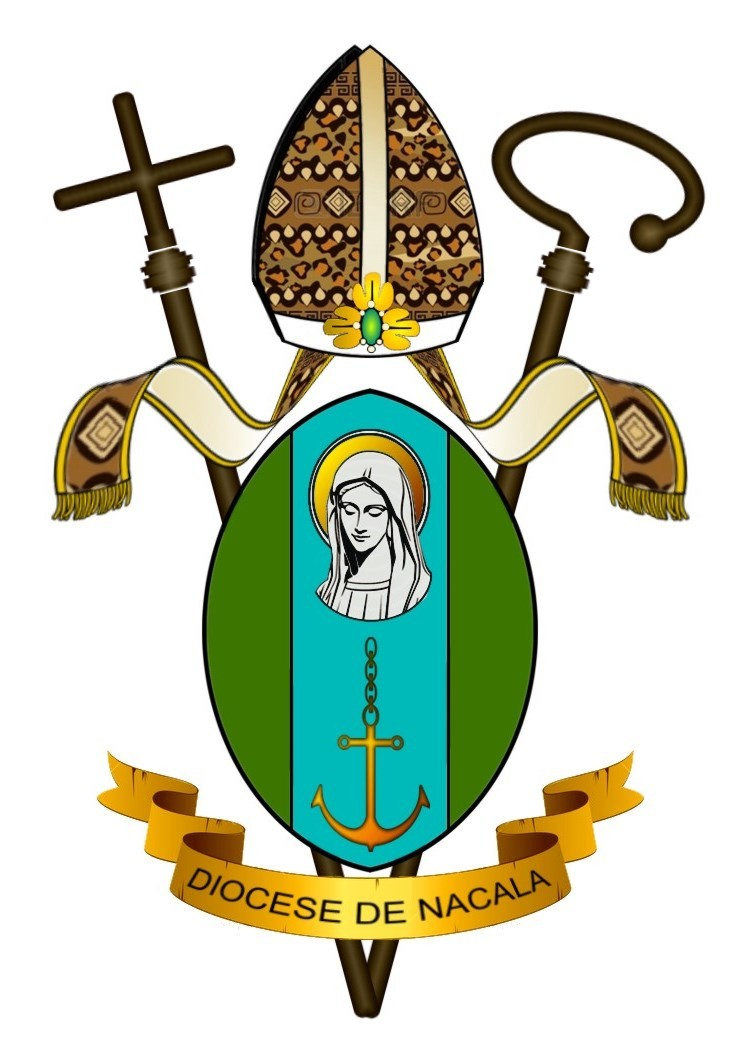
Wapen van het bisdom